# Vèrtex geodèsic

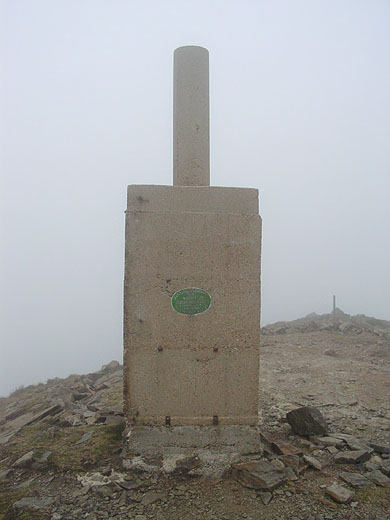
Vèrtex geodèsic al cim del Turó de l'Home

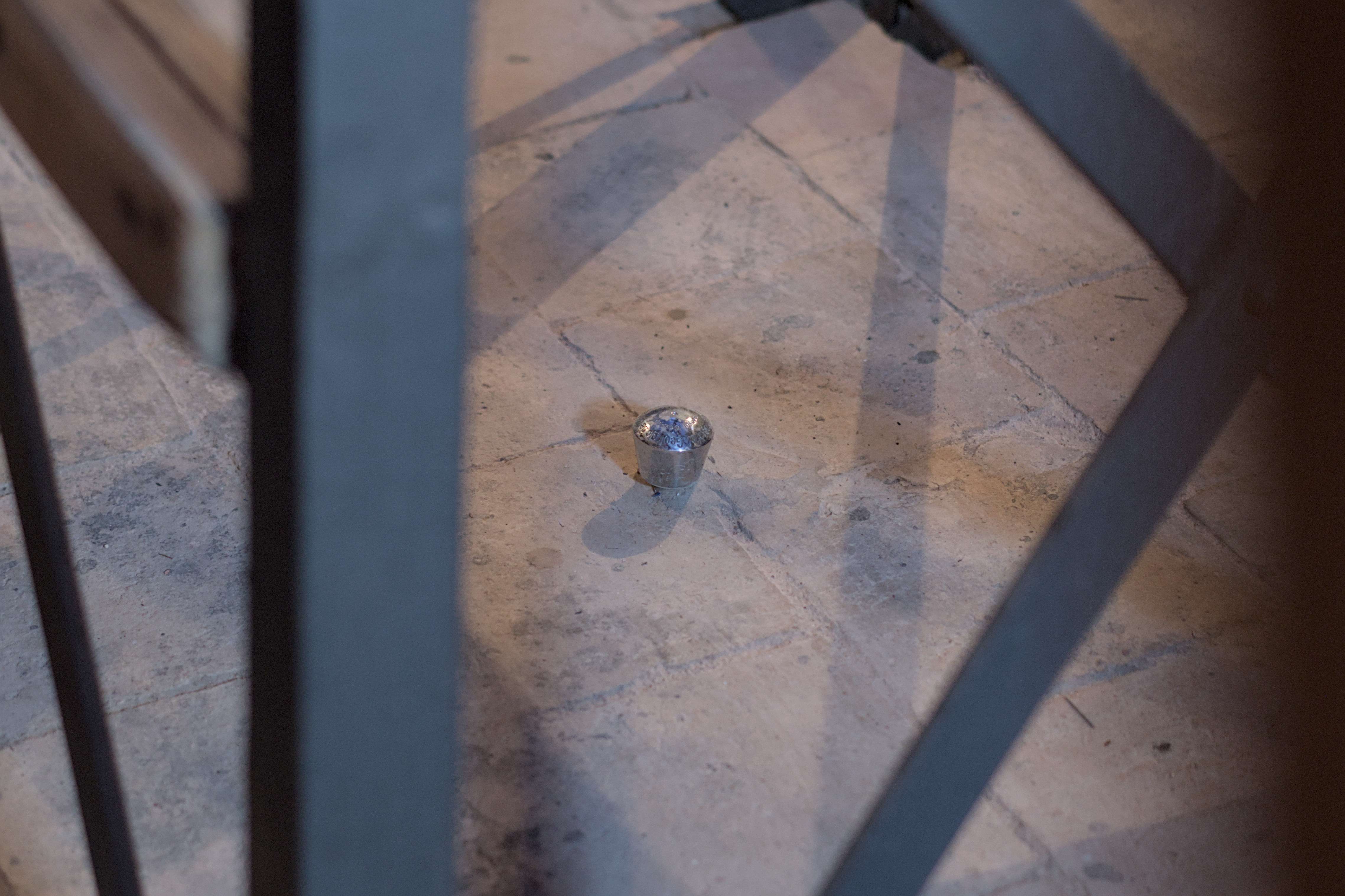
Punt geodèsic a l'observatori de la casa Pratdesaba de Vic

Un vèrtex geodèsic és un senyal del qual s'ha mesurat l'emplaçament amb gran precisió i que forma la «xarxa utilitària» de triangles amb altres vèrtexs geodèsics. Aquesta xarxa forma un element cabdal per a donar alta precisió a la cartografia. Des del 1994 a Catalunya estan regulats per la llei sobre els senyals geodèsics. S'integren en el Sistema de Referència Terrestre Europeu 1989 conegut amb l'acrònim anglès ETRS1989.
A l'estat espanyol solen estar formats per un cilindre de 120 centímetres d'altura i 30 de diàmetre, sustentats en una base cúbica de formigó, tot això pintat de blanc. Normalment, es troben en llocs alts i aclarits per a poder veure altres punts. És per això que sol haver-hi sovint unes bones panoràmiques des d'ells.
La xarxa espanyola de vèrtexs geodèsics es divideix en tres categories: de primer, de segon i de tercer ordre. La de primer ordre està formada per triangles de costats entre 30 i 70 quilòmetres. En la de segon ordre, recolzada en la de primer ordre, els costats dels triangles varien entre els 10 i els 25 quilòmetres. La xarxa de tercer ordre té costats de 5 a 10 quilòmetres. Tots els vèrtexs de les xarxes més grans són al seu torn vèrtexs de les més petites.
Alguns exemples de vèrtex geodèsics es troben al Turó de l'Home o a Duran.

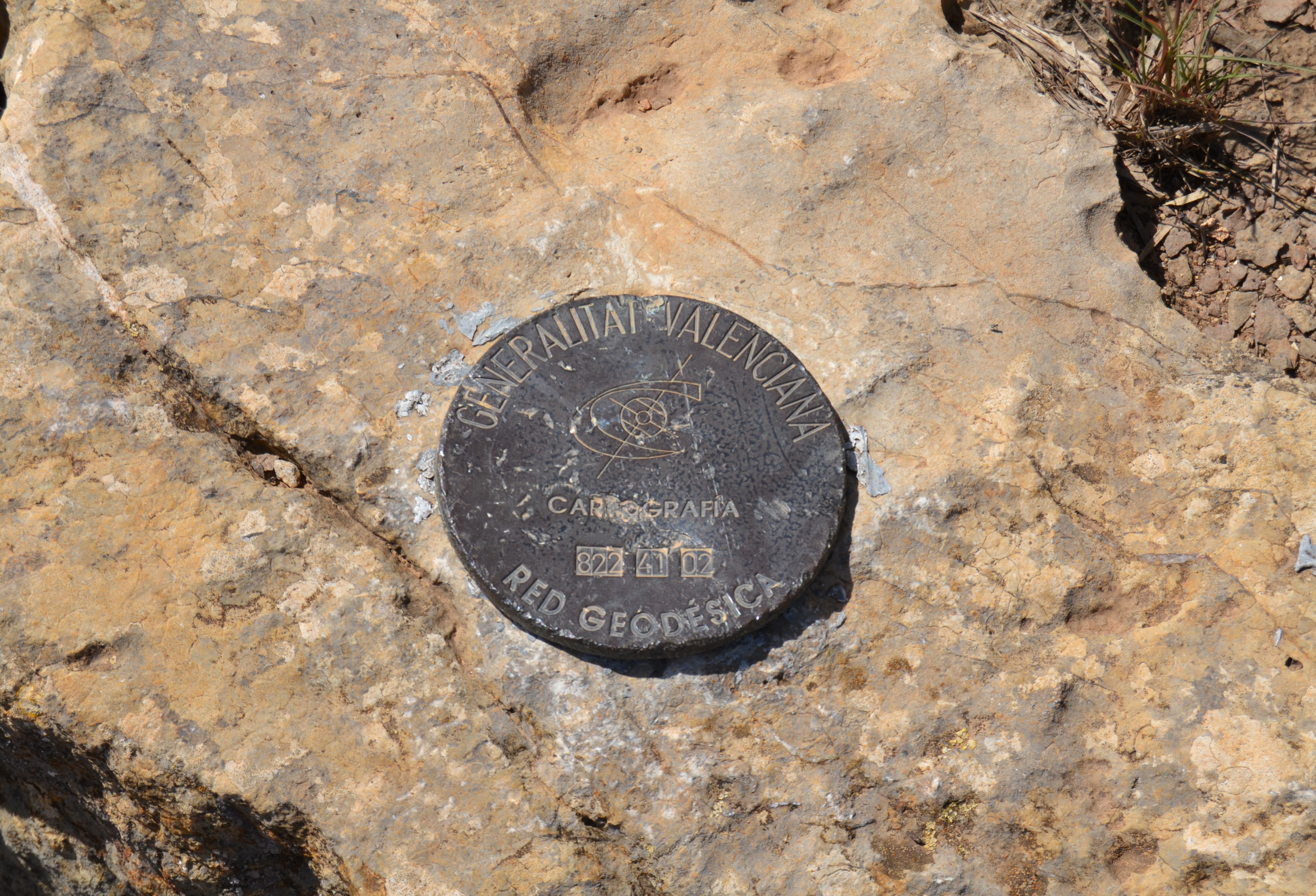
Placa en el vèrtex geodèsic del tossal dels Molins de Jesús Pobre, a la Comunitat Valenciana